# 松田蘭
松田 蘭（まつだ らん、1997年〈平成9年〉9月4日 - ）は、日本のグラビアモデル、レースクイーン。愛知県出身。イー・スマイル所属。愛称は「らんちゃん」。

## 略歴

### モデル活動開始 - SARDイメージガールへ
大学在学時から愛知県を中心にモデルとして活動し、2018年、AUTOWAYブースのコンパニオンとして東京オートサロン初参加。同年のSUPER GTでは、apr HYBRID VICTORIAのレースクイーン（GREEN TEC担当）としてスポット参加した。2019年、スーパー耐久「T-MAN BROS OIL “T-GIRLS”」とスーパーフォーミュラ「YOKOHAMA promotional models」を兼任。
当初は一ノ瀬美咲が主宰する「smtコーポレーション」に登録していたが、上京を機に2020年4月からイー・スマイルに所属。同年5月26日、SUPER GT「SARDイメージガール」に選ばれたことが発表された。例年SARDイメージガールはKOBELCO GIRLSと同時に発表されるが、この年は新型コロナウイルス感染拡大の影響でレーススケジュールが大幅に変更されたため、KOBELCO GIRLSより3か月遅れての発表となった。またSARDで共働する原あゆみと共に「KONDO Racing raffinee Lady」（ラフィーネレディ）としてスーパーフォーミュラのレースクイーンも務めていた。
2021年1月15日に発表された『日本レースクイーン大賞2020』では、KOBELCO GIRLSとSARDイメージガールがコスチュームグランプリを受賞。松田自身も東京中日スポーツ賞を受賞し、2021年度の東京中日スポーツ親善大使に任命された。

### ZENT sweetiesからA-classへ
コロナ禍の中で原と共に務め上げたSARDイメージガールとraffinee Ladyはいずれも継続せず、2021年3月1日、松田は林テレンプSHADE RACING「SHADE GIRLS」の一員としてスーパー耐久のレースクイーンを務める事を発表。更にraffinee Ladyで共働した今井みどりから「ZENT sweeties」メンバーを引き継いだ。またD1 GRAND PRIXではsweetiesメンバーの小湊美月と共に「SAILUN DRIFT TEAM GIRLS」を務めていたが、1戦のみで降板し新唯に交代している。
2021年9月13日、東京オートサロンのイメージガール『A-class』の2022年度メンバーに選ばれたことが発表された。A-classでは前年度のセレクション審査にもエントリーしたが落選しており、リベンジを果たす結果となった。翌2023年に続き2024年度もA-classメンバーを継続しており、TASのイメージガールとしては史上最多の3年連続起用となった。
2022年も引き続きZENT sweetiesメンバーを務める傍ら、SDGsアンバサダー『Swish』（スウィッシュ）の一員としてスーパー耐久の公式イメージガールを担当する。スーパー耐久は2016年シーズンから「D'stationフレッシュエンジェルズ」が6年間イメージガールを務めていたが、松田と宮瀬七海・阿比留あんなのイー・スマイル所属者3人は“SDGsアンバサダー”として持続可能な開発目標を伝える役目を担い、翌2023年もSwishとして引き続きS耐のイメージガールを務めた。またこの年は西口プロレスのリングガール「西口向上委員会」に加入。先述の原あゆみからバトンを受け継ぐ形となった。以後2023年・2024年・2025年と4年連続で西口向上委員会に参加している。
2023年1月14日に発表された『日本レースクイーン大賞2022』では、5代目冠スポンサーの「Adam賞」（GMOアダム）を名取くるみ（同年度グランプリ）・日南まみ・藤井マリーと共に受賞。この年も3年連続でZENT sweetiesを務める他、タックルベリーのイメージガールに当たる『ベリーガールズ』の第19期生としても活動。同年7月3日には、同じ事務所の藤田香澄から引き継ぐ形で、シント=トロイデンVVのイメージガールに当たる『シントトロイデンガールズ』の2代目メンバーに選ばれた。

### レースクイーン大賞受賞とその後
2023年12月12日、ZENTが2005年以来18年間続いたTEAM CERUMOのメインスポンサー契約を終了することを発表。それから1か月経った2024年1月13日、松田は『日本レースクイーン大賞2023』で通算13人目となる“グランプリ”を受賞。イー・スマイルにとっては2018年度の林紗久羅以来5年ぶり・通算3人目のグランプリ獲得となった。
その後2024年のSUPER GTよりTEAM CERUMOのスポンサーがKeePer技研に変更され、チーム名も『TGR TEAM KeePer CERUMO』となったが、松田は引き続きZENT sweetiesに残留しTEAM CERUMOのRQを務める。翌2025年もZENT sweetiesを継続しており、それまで最長だった遠野千夏の4年間を上回るsweeties長期在任となった。またSwishも阿比留あんなと共に2024年・2025年と継続しているが、2024年は宮瀬から夏実晴香に、更に2025年は菊池音羽に3人目のメンバーが入れ替わる事態となっている。

## 人物・逸話
- 自動車レース好きだった親戚[注 14]の影響で、小学生の頃からレースクイーンに憧れていた[雑誌 2]。松田曰く、「プリキュアのような可愛いコスチュームが印象的だった」とのこと[46]。イー・スマイル所属と共にSUPER GTのRQデビューを果たしたが、先述のコロナ禍の影響でサーキットに行く機会が少なかったため、「すごくもどかしくて歯痒さばかりが募っていた」と述べている[46]。
- 中学の頃からギターを習い[雑誌 2]、高校時代は軽音部で『フタリノトナリ』というバンドを組んでいた[47]。ちなみにA-class2024で制作されたオリジナル曲『Wind for xxx』[注 15]のMV冒頭では松田がギターをかき鳴らすシーンがある[48]。
- 先述の日本レースクイーン大賞2023でグランプリを受賞した際、「東京オートサロン賞」として2024年のバンコク・オートサロンやTASクアラルンプールへの招待を受け[49]、同年6月のバンコク・オートサロン[注 16]に参加したが、11月のクアラルンプール[注 17]は翌2025年度のA-classメンバー[注 18]が出演していた為、メンバーから外れた松田は同行出来なかった[51][52][注 19]。
- 趣味はアニメ鑑賞、音楽鑑賞。

## レースクイーン歴
| 年     | カテゴリー             | チーム名                                              | 他メンバー                                                |
| ------ | ---------------------- | ----------------------------------------------------- | --------------------------------------------------------- |
| 2018年 | SUPER GT               | apr HYBRID VICTORIA GREEN TECレースクイーン           | 吉田智由希                                                |
| 2019年 | スーパー耐久           | T-MAN BROS OIL “T-GIRLS”                              | 武田愛美、蒼みほ                                          |
| 2019年 | スーパーフォーミュラ   | YOKOHAMA promotion models                             | 星野奏、近藤みき、鳴村なか                                |
| 2020年 | SUPER GT               | TGR TEAM SARD「SARDイメージガール」                   | 原あゆみ                                                  |
| 2020年 | スーパーフォーミュラ   | KONDO Racing「raffinee Lady」                         | 林紗久羅、今井みどり、原あゆみ                            |
| 2021年 | スーパー耐久           | 林テレンプ SHADE RACING「SHADE GIRLS」                | 藤高つばさ、楠木絢、鈴木星海                              |
| 2021年 | SUPER GT               | TGR TEAM ZENT CERUMO「ZENT sweeties」                 | 亀澤杏奈、藤井マリー、高橋菜生、小湊美月                  |
| 2021年 | D1 GRAND PRIX          | SAILUN DRIFT TEAM GIRLS                               | 小湊美月                                                  |
| 2021年 | インタープロトシリーズ | 「ガーデンクリニックレーシングチーム」 レースクイーン | 林紗久羅                                                  |
| 2022年 | SUPER GT               | TGR TEAM ZENT CERUMO 「ZENT sweeties」                | 亀澤杏菜、藤井マリー、花乃衣美優 黒木麗奈、ナタリア聖奈   |
| 2022年 | スーパー耐久           | 公式イメージガール「Swish」                           | 阿比留あんな・宮瀬七海                                    |
| 2023年 | SUPER GT               | TGR TEAM ZENT CERUMO 「ZENT sweeties」                | 黒木麗奈、相沢菜々子、 佐々木美乃里、寺地みのり、下光リコ |
| 2023年 | スーパー耐久           | 公式イメージガール「Swish」                           | 阿比留あんな・宮瀬七海                                    |
| 2024年 | SUPER GT               | TGR TEAM KeePer CERUMO 「ZENT sweeties」              | 七瀬なな                                                  |
| 2024年 | スーパー耐久           | 公式イメージガール「Swish」                           | 阿比留あんな・夏実晴香                                    |
| 2025年 | SUPER GT               | TGR TEAM KeePer CERUMO 「ZENT sweeties」              | 相沢明日加                                                |
| 2025年 | スーパー耐久           | 公式イメージガール「Swish」                           | 阿比留あんな・菊池音羽                                    |

## 出演

### イベント
| イベント名           | 出演年               | 出演ブース                           | 備考                                     |
| -------------------- | -------------------- | ------------------------------------ | ---------------------------------------- |
| 東京オートサロン     | 2018年 2019年        | AUTOWAY                              |                                          |
| 東京オートサロン     | 2020年               | FORGE TECH                           | 杉本夏陽と共演                           |
| 東京オートサロン     | 2022年 2023年 2024年 | イメージガール「A-class」            |                                          |
| 東京モーターショー   | 2019年               | マレリ                               | 大川あゆみとも共演                       |
| 東京ゲームショウ     | 2018年               | 日本工学院                           | [ 58 ]                                   |
| 東京ゲームショウ     | 2019年               | 日本HP                               | 羽瀬萌、亜羽音、桜井碧、外川礼子とも共演 |
| 東京ゲームショウ     | 2023年 2024年        | KONAMI                               | [ 60 ] [ 61 ]                            |
| 大阪オートメッセ     | 2020年               | Jealous Japan「buildworks×JEALOUS!」 | [ 62 ]                                   |
| 名古屋オートトレンド | 2019年 2020年        | ケイズ                               | T-MAN BROS OIL RQとして出演              |
| 名古屋モーターショー | 2019年               | ケイズ                               | T-MAN BROS OIL RQとして出演              |
| ニコニコ超会議       | 2023年               | 三洋物産                             | [ 65 ]                                   |

### 舞台
- フレッシュ企画「即興コントステージ」（2021年6月20日、四谷三丁目ドリームシアター）[66]

### ラジオ番組
- TBSラジオ「水谷隼の投資&ヘルスケア」（2024年11月5日〜26日放送）- マンスリーパートナーとして出演[67]

### 週刊誌グラビア
- 週刊プレイボーイ（集英社）
  - 2021年50号「A-class “ハーレムへようこそ”」[23]
  - 2024年1・2合併号「A-class “ハッピーハーレムアワー”」[26]
  - 2024年32号「サーキットで恋して」[45]